# Sobral (Oleiros)
Sobral ist eine Gemeinde (Freguesia) im portugiesischen Kreis Oleiros. In ihr leben 140 Einwohner (Stand 19. April 2021).